# هوكر سايدلي هارير
هوكر سدلي هارير (بالإنجليزية: Hawker Siddeley Harrier)‏ طائرة مقاتلة، من الجيل الأول من عائلة هارير جامب جيت. قادرة على الإقلاع والهبوط عموديا بالإضافة إلى تحليقها بسرعة تفوق سرعة الصوت، لذا فهي صالحة للعمل في القوات الجوية والبحرية على حد السواء.

## المواصفات
الخصائص العامة
- الطول:  ()
- باع الجناح:  ()
- الارتفاع:  ()

الأداء
التسليح